# Agathiphaga queenslandensis
Agathiphaga queenslandensis Dumbleton, 1952 è una delle due specie di lepidotteri appartenenti alla famiglia Agathiphagidae, ed è endemica dell'Australia.

## Descrizione
Il carattere primitivo di questo lepidottero appare evidente per l'affinità morfologica e filogenetica sia con i Panorpoidea più primitivi, in particolare con i tricotteri, sia con i Micropterigidae, considerati la famiglia più primitiva tra i lepidotteri.

### Adulto
Gli adulti hanno taglia inferiore rispetto alla congenere A. vitiensis, sono apparentemente simili a tricotteri, ed hanno abitudini notturne.
Le ali hanno nervatura omoneura; quelle anteriori sono bruno-grigiastre, ed in condizioni di riposo vengono tenute "a tetto" con un angolo acuto, come nei Microlepidotteri.
L'ala anteriore misura 6,5 mm e non mostra macchie o geometrie, a differenza di quanto si osserva in A. vitiensis. La nervatura Sc non è ramificata mentre la cellula cubito-mediale è chiusa, in aggiunta a quella radiale. Neppure la venatura R1 è ramificata, mentre Cu1a si diparte dalla cellula cubito-mediale e non da M3. È presente la nervatura M4, assente negli altri lepidotteri, ma presente nei tricotteri. Le tre venature anali partono separatamente alla base dell'ala, per poi unirsi prima del termen. Manca la nervatura umerale, come pure le trasversali Sc-R1, Cu2-Cu1b ed 1A-Cu2. L'accoppiamento alare è del tipo jugato. Si nota pure un meccanismo di accoppiamento tra ala anteriore e metatorace.
Gli ocelli sono assenti, così come i chaetosemata, ma le antenne rivelano una grande varietà di sensilli con forme e funzioni differenti. L'apparato boccale non ha la struttura e la funzionalità del tipo succhiante, tipico della generalità dei lepidotteri, in quanto presenta mandibole sviluppate e sclerotizzate, non funzionanti e con un dente vestigiale, mentre le galee mascellari non sono organizzate a formare la spirotromba. Il labrum è trilobato e non ridotto, con lobi laterali ricchi di setae; palpi labiali a quattro segmenti, il primo ed il secondo più corti, il terzo intermedio, ed il quarto due volte più lungo del terzo, con il solco sensoriale che si estende all'indietro fino a metà della lunghezza; palpi mascellari a cinque segmenti, ripiegati su se stessi. Le lacinie sono presenti, e ciascuna di esse regge quattro corte setae. Manca il complesso di spinule sull'epifaringe, che per il resto appare simile a quello di A. vitiensis. Come nelle Micropterigidae e nelle Heterobathmiidae, anche qui si nota una piccola cavità a funzione trituratrice sull'ipofaringe. È visibile la sutura epicraniale, ma non le due suture laterali. Le paraglossae sono assenti.
Nelle zampe, le tibie del I paio hanno l'epifisi a metà lunghezza, mentre quelle del II e III paio mostrano due speroni apicali e due mediani; i femori del I e II paio hanno due piccole setae o speroni apicali.
Nel maschio si possono osservare un paio di processi ghiandolari a livello del quinto sternite addominale, la cui forma allungata e ritorta è tipica di questa famiglia.
Nel genitale maschile, simile a quello di A. vitiensis, uncus e gnathos sono sviluppati e ricurvi dorsalmente, mentre il nono segmento addominale forma un anello completo, e non diviso in tegumen (dorsale) e vinculum (ventrale). Sono presenti un paio di presocii ed un paio di socii.
Nel genitale femminile, anch'esso simile a quello di A. vitiensis, il segmento terminale rivela una struttura "ad Y", non molto sclerotizzata. L'ovopositore è estensibile, ma non perforante. Ci sono due coppie di apofisi anteriori, una ventrale e l'altra dorsale, oltre alla singola coppia di apofisi posteriori.

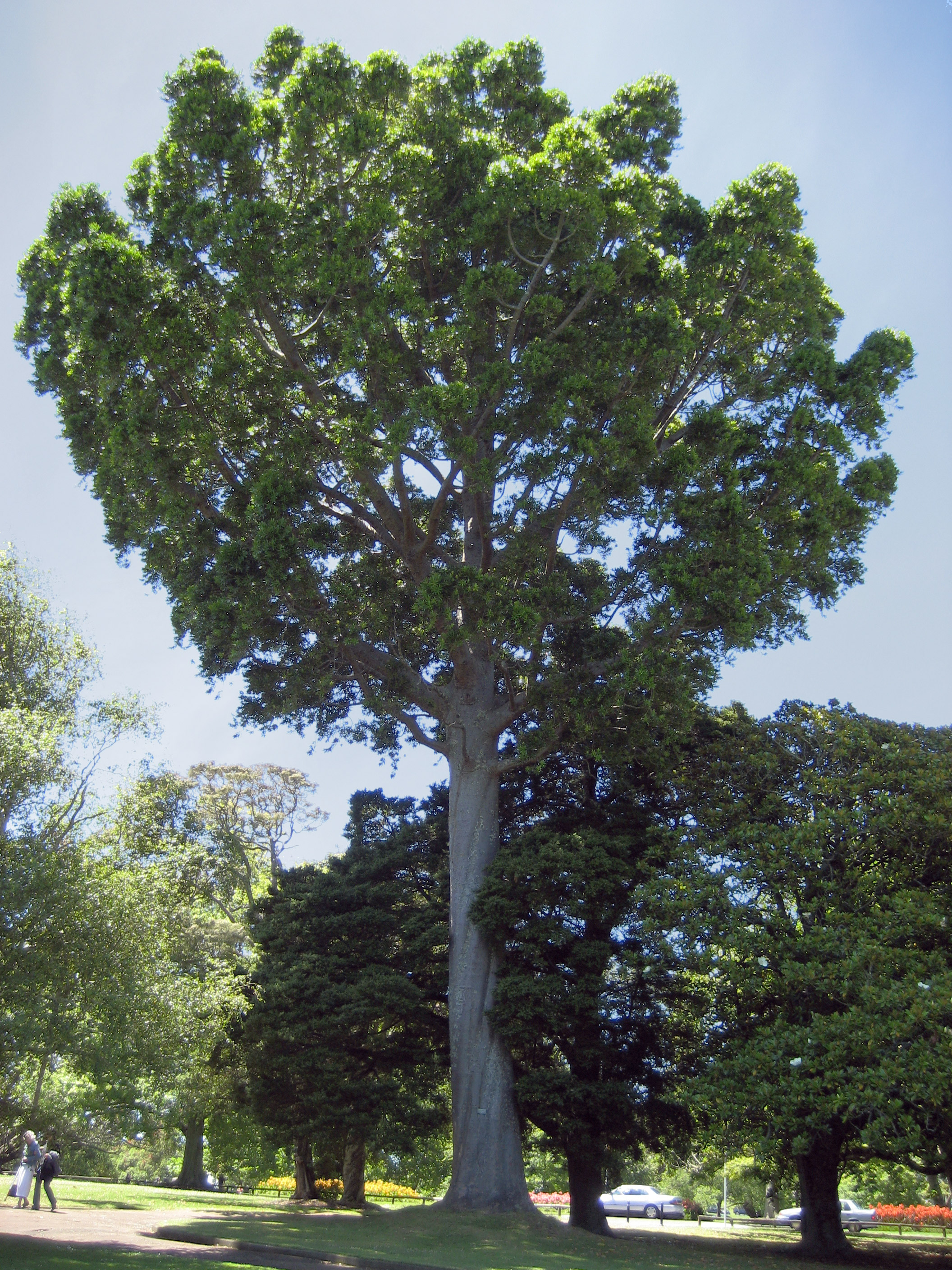
Agathis robusta del Queensland

### Uovo
Poiché l'ovopositore della femmina è estroflessibile ma non sclerotizzato, le uova non possono essere "iniettate" all'interno dei tessuti vegetali della pianta ospite, ma vengono invece depositate sulla superficie del seme, possibilmente in corrispondenza di piccole fessure o asperità.

### Larva
La larva è molto simile a quella di A. vitiensis, sebbene più piccola; appare giallastra, apoda e vermiforme, essendo priva di zampe e pseudozampe; il capo risulta molto più piccolo del resto del corpo e, pur essendo di fatto prognato, appare al contrario ipognato, dal momento che i primi segmenti sono più lunghi dorsalmente che ventralmente. La principale differenza, rispetto alla specie congenere, è rappresentata dalla forma delle propaggini laterali del foramen posteriore, che qui non sono triangolari bensì ovali, a causa della costrizione prodotta dai processi dorsali e ventrali dell'epicranio. Cambia inoltre la disposizione delle setae sul labrum: ad ogni lato del margine anteriore, due setae sono disposte anteriormente, e sotto queste se ne notano altre due minori (in A. vitiensis ve n'è soltanto una). Le antenne sono presenti ma corte, mentre manca l'occhio composto. Il tegumento mostra setae molto corte e variabili per posizione. Si nota la presenza di un ponte ipostomale completo, visibile solo qui e nei micropterigidi. Manca la filiera.

### Pupa
La crisalide è dectica, e quindi anche exarata.

Il capo mostra quattro coppie di lunghe setole frontali, mentre è assente il rostro. Le mandibole (simili a quelle delle pupe delle Eriocraniidae) sono asimmetriche, ipertrofiche e ricurve, differenti da quelle di A. vitiensis per struttura e dimensioni, con apice tronco e margine mediamente dentellato. Il numero di lunghe setae sul clipeo e sul labrum è variabile. È assente il processo dorsale, a forma di laccio, sul meso- e metatorace e sul primo segmento addominale. I tarsi hanno due unghie ciascuno, come nelle pupe di alcune specie di tricotteri. Non sono presenti setae addominali. I processi del genitale maschile sono sviluppati e ricurvi.

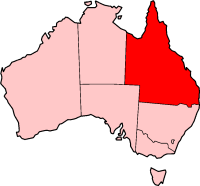
Lo stato australiano del Queensland, locus typicus della specie

## Distribuzione e habitat
La specie è un endemismo australiano; il locus typicus è rappresentato dallo stato del Queensland.
L'habitat è costituito da foreste a conifere in cui siano presenti alberi del genere Agathis.

## Biologia
Questo lepidottero mostra abitudini principalmente notturne.
Le larve si sviluppano all'interno dei semi di Araucariaceae del genere Agathis. La cavità all'interno del seme cresce man mano che la larva si alimenta, fino all'impupamento, che avviene all'interno della camera stessa, durante la primavera.
Al termine della fase pupale, che normalmente può durare fino a tre anni, la crisalide fuoriesce dalla camera scavata in precedenza, praticando un foro del diametro di circa 1,5 mm, aiutata in questo dalle mandibole ipertrofiche. Queste ultime non sono in grado di sovrapporre le punte in modo perfettamente funzionale, tanto che il foro di uscita viene creato da ciascuna singola mandibola tramite un lavoro di "sgorbiatura" e di "cesellatura"; a dimostrazione di ciò, si osserva che in alcuni semi di Agathis, sono visibili due distinti fori, uno per ogni mandibola. Le mandibole della crisalide vengono azionate dai muscoli mandibolari dell'adulto, in modo affine a quello descritto da Hinton per la pupa del tricottero Rhyacophila dorsalis (Curtis, 1834). La crisalide, che è exarata, fuoriesce dal seme parassitato prima dell'emersione dell'adulto, in quanto l'exuvia pupale viene ritrovata all'esterno del seme stesso. L'emersione dell'individuo adulto avviene anche grazie alle robuste unghie tarsiali.
Dal momento che il tasso di infestazione può essere elevato, Agathiphaga queenslandensis può provocare seri danni al patrimonio forestale dei kauri del Queensland.

### Alimentazione
I bruchi si alimentano esclusivamente dei semi di Agathis robusta (C.Moore ex F.Muell.) F.M.Bailey (Araucariaceae).

## Tassonomia

### Sinonimi
Non sono stati riportati sinonimi.

### Sottospecie
Non sono state descritte sottospecie.

## Conservazione
Lo stato di conservazione della specie non è stato ancora valutato dalla Lista rossa IUCN.